# Lapptjärnen, Värmland
Lapptjärnen är en sjö i Hagfors kommun i Värmland och ingår i Göta älvs huvudavrinningsområde. Sjön är 11 meter djup, har en yta på 0,235 kvadratkilometer och är belägen 299,1 meter över havet. Sjön avvattnas av vattendraget Dysjöälven.

## Delavrinningsområde
Lapptjärnen ingår i det delavrinningsområde (666746-139474) som SMHI kallar för Utloppet av Dysjön. Medelhöjden är 310 meter över havet och ytan är 12,18 kvadratkilometer. Det finns inga avrinningsområden uppströms utan avrinningsområdet är högsta punkten. Dysjöälven som avvattnar avrinningsområdet har biflödesordning 4, vilket innebär att vattnet flödar genom totalt 4 vattendrag innan det når havet efter 381 kilometer. Avrinningsområdet består mestadels av skog (79 procent). Avrinningsområdet har 1,44 kvadratkilometer vattenytor vilket ger det en sjöprocent på 11,8 procent.